# Varendonk
Varendonk is een dorpje in de Belgische provincie Antwerpen en een deelgemeente van Laakdal. De deelgemeente Varendonk omvat de gehuchten Watereinde, Blaardonk en Varendonk. Varendonk was een zelfstandige gemeente tot aan de gemeentelijke herindeling van 1971.

## Toponymie
Varendonk wijst op een donk begroeid met varens, een "verhevenheid in een laaggelegen gebied begroeid met varens". Varendonk is een zompig, laaggelegen gebied dat bij hoge waterstand dikwijls door de Grote Laak overstroomd wordt. Lokaal spreekt men van Verrendoenk.

## Geschiedenis
Varendonk was een zelfstandige gemeente tot 1 januari 1971 toen ze bij de gemeente Veerle werd gevoegd. Op dat ogenblik had Varendonk een oppervlakte van 3,66 km² en telde ze 283 inwoners. In 1977 werd Varendonk samen met Veerle een deel van de nieuwe gemeente Laakdal.

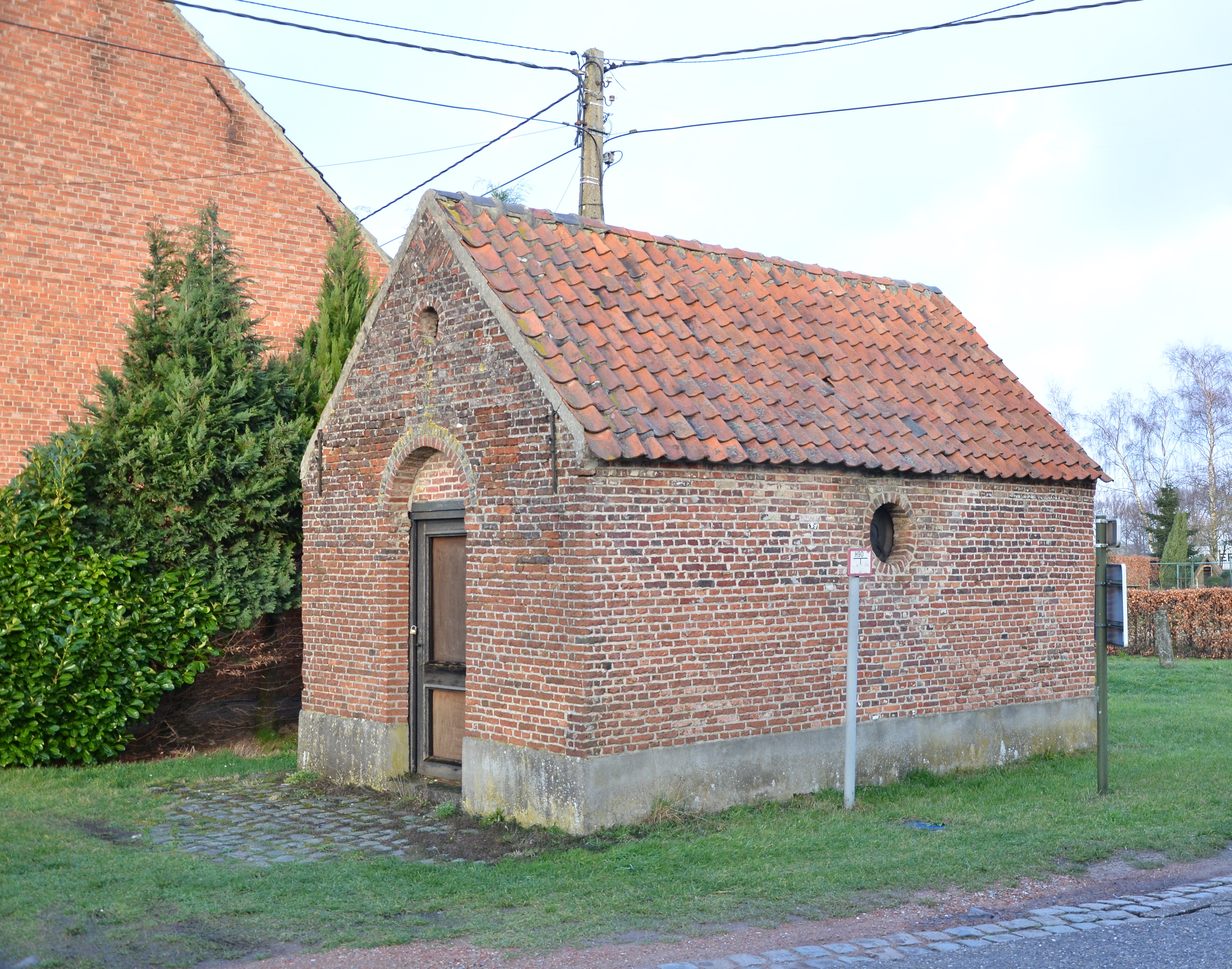
Van 1863 tot 1956 was het gemeentehuis van Varendonk ingericht in dit kapelletje, dat daarmee het kleinste gemeentehuis van België was. Het oudste gemeentehuis werd eind 2015 gerenoveerd op verzoek van de inwoners van Varendonk.

## Bezienswaardigheden
- De Kapel van Watereynde

## Demografische ontwikkeling
- Bronnen:NIS, Opm:1806 tot en met 1970=volkstellingen; 1976 = inwoneraantal op 31 december

## Politiek

### Geschiedenis

#### Burgemeesters
| Tijdspanne | Tijdspanne  | Burgemeester                |
| ---------- | ----------- | --------------------------- |
|            | 1813 - 1814 | Guillaume Donat Coomans     |
|            | 1814 - 1835 | Jacobus Norbertus Verbist   |
|            | 1835 - 1871 | Petrus Franciscus Beylemans |
|            | 1871 - 1893 | Joannes Norbertus Celen     |
|            | 1893 - 1926 | Joannes Baptista Verboven   |
|            | 1926 - ?    | Jozef Rens                  |
|            | ...         |                             |

Tot 1830 hadden Varendonk en Westerlo eenzelfde burgemeester.

## Nabijgelegen kernen
Veerle, Bergom, Zammel